# Apprieu
 Apprieu  es una población y comuna francesa, en la región de Ródano-Alpes, departamento de Isère, en el distrito de La Tour-du-Pin y cantón de Le Grand-Lemps.

## Geografía
Apprieu está situado a unos 60 km al este por el sureste de Vienne y a 12 km al noroeste de Voiron, extendiéndose a lo largo de la ladera sur de una colina originada por una morrena de glaciares alpinos de la última glaciación. Se accede al municipio por la carretera D520 desde Colombe, al oeste, pasando por la ciudad y continuando hacia el este hasta La Murette. La autopista A48 pasa por el extremo sur del municipio, pero no tiene salida hasta la salida 9, justo al oeste del municipio. Además de la ciudad, se encuentran las aldeas de Plan Bois, al noreste, y Le Rivier, al sur. El municipio, al norte de la ciudad, es muy boscoso, mientras que al sur es mayoritariamente agrícola, con bosques en menor medida.
El río Fure sigue los límites oriental y meridional del municipio y fluye hacia el sur para unirse al río Morge en Le Port.

## Demografía
| 1448 | 1478 | 1539 | 1770 | 2426 | 2528 |
| Para los censos de 1962 a 1999 la población legal corresponde a la población sin duplicidades (Fuente: INSEE [Consultar]) |      |      |      |      |      |